# الشطیبه
الشطیبه (به فرانسوی: Chtaiba) یک شهرک در مراکش است که در استان قلعه سراغنه واقع شده‌است. الشطیبه ۷٬۸۷۴ نفر جمعیت دارد.